# Giez (Zwitserland)
Giez is een gemeente en plaats in het Zwitserse kanton Vaud, en maakt deel uit van het district Jura-Nord vaudois.
Giez telt 366 inwoners.